# اینفینیتی ایمرج-ای
اینفینیتی ایمرج-ای (انگلیسی: Infiniti Emerg-e) یک خودروی مفهومی اسپورت است که توسط بخش اینفینیتی نیسان توسعه یافته و در ننمایشگاه خودرو ژنو ۲۰۱۲ برای عموم مردم رونمایی شد. این خودرو بر اساس پلت‌فرمی از لوتوس اوورا است.